# Gaitana
Gaita-Lurdes Essami, ukrajinsky Гайта-Лурдес Ессамі, latinkou Haita-Lurdes Essami, lépe známá pod svým uměleckým jménem Gaitana, ukrajinsky Ґайтана (* 24. března 1979 Kyjev) je ukrajinská zpěvačka a skladatelka ukrajinského a konžského původu, která reprezentovala Ukrajinu na Eurovision Song Contest 2012 v Baku. Její hudba kombinuje prvky jazzu, funku, soulu a folku.

## Biografie

### Mládí a začátky
Narodila se v Kyjevě, ale následně se přestěhovala do Kongské republiky, kde se narodil její otec Klaver Essami. Zde žila pět let a poté se vrátila zpět na Ukrajinu se svou matkou. Otec zůstal v Brazzaville, kde je vlastníkem dopravního podniku.

### Úspěchy
Zpívá v ukrajinštině, angličtině a ruštině, ale umí i francouzsky a jazykem lingala. Má vysokoškolské vzdělání v oboru ekonomie na ekonomickém lyceu. Když byla mladší, dokončila studium na hudební škole, kde hrála na saxofon. Je kandidátem na mistra sportu ve stolním tenise. Reprezentovala Ukrajinu na různých soutěžích.
V roce 2008 získala ocenění za nejlepší zpěvačku a nejlepší album. Vystoupila na inauguračním plesu Ukrainians For Obama 2009 v Kyjevě.

### Eurovision Song Contest 2012
18. února vyhrála ukrajinské národní kolo a stala se reprezentantem Ukrajiny na Eurovision Song Contest 2012 v ázerbájdžánském Baku se svou písní „Be My Guest“. Stala se prvním umělcem afro-ukrajinského původu, který reprezentoval Ukrajinu v soutěži. Ze druhého semifinále se kvalifikovala z 8. místa a ve finále se umístila na 15. místě s 65 body.

## Diskografie

### Alba
- 2003: O tebe
- 2005: Slidom za toboju
- 2007: Kaply doždja
- 2008: Kukabarra
- 2008: Tajnye želanyja
- 2010: Tol'ko sehodnja
- 2012: Viva, Jevropa!
- 2014: VooDooMan
- 2024: Sonce V Tobi

### Singly
- 2006: „Dva vikna“
- 2007: „Šalenij“
- 2009: „Neščodavno“
- 2012: „Be My Guest“
- 2013: „Aliens“
- 2014: „Galaxy“
- 2020: „A Paper Plane“
- 2024: „Don't Stop the Music“
- 2024: „I've Got All“
- 2025: „Can't Look Back“